# کریستین وایت (بازیگر)
کریستین وایت (انگلیسی: Christine White; ۴ مهٔ ۱۹۲۶ – ۱۴ آوریل ۲۰۱۳) بازیگر اهل ایالات متحده آمریکا بود.